# تشخيص (طب)

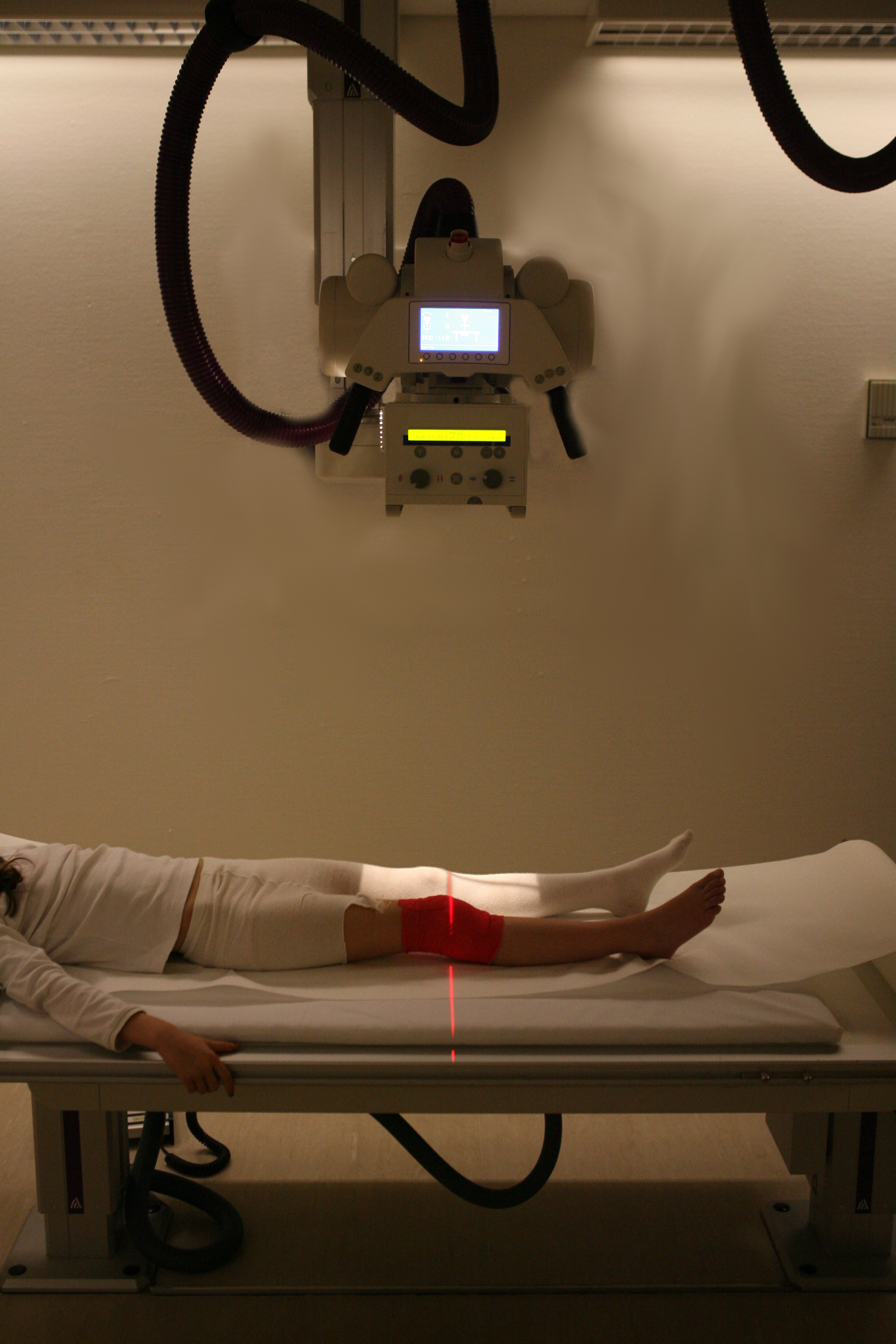
يعد التصوير الإشعاعي أداة مهمة في تشخيص اضطرابات معينة.

التشخيص الطبي هو عملية تحديد المرض أو الحالة التي تفسر الأعراض والعلامات لدى الشخص. وغالبًا ما يشار إليه على أنه تشخيص في سياق طبي ضمنيًا. عادة تجمع المعلومات اللازمة للتشخيص من التاريخ المرضي والفحص الجسماني للشخص طالب الرعاية الطبية. غالبا، ما يتم عمل واحد أو أكثر من الإجراءات التشخيصية، مثل الاختبارات التشخيصية أثناء عملية التشخيص. في بعض الأحيان يعتبر التشخيص بعد الوفاة نوعًا من التشخيص الطبي.
غالباً ما يكون التشخيص صعباً، لكون العديد من العلامات والأعراض غير محددة. على سبيل المثال، احمرار الجلد (حمامي)، بحد ذاته هو علامة على العديد من الاضطرابات، وبالتالي لا يكفي لمعرفة أخصائي الرعاية الصحية ما هو الخطأ. وبالتالي، يجب إجراء التشخيص التفريقي، الذي تتم فيه مقارنة العديد من التفسيرات المحتملة والموازنة بينها. وهذا يتضمن الربط بين أجزاء مختلفة من المعلومات متبوعة بالتعرف على النماذج والتمييز بينها. من حين لآخر تكون عملية التشخيص سهلة من خلال علامة أو عرض (أو مجموعة من عدة أعراض) تكون مميزة للمرض.
يعد التشخيص عنصرا رئيسيا في زيارة الطبيب. من وجهة نظر إحصائية، يتضمن إجراء التشخيص اختبارات تصنيفية.

## الأصل في اللغة
جاء التشخيص لغة من التعيين والتمييز، شخص الشيء أي عينه ووصفه، ومنها كان تعيين المرض الكامن وراء الأعراض تشخيصا. وشخص الشيء عينه وميزه عما سواه ومنه تشخيص الأمراض عند الأطباء أي تعيينها ومعرفة مركزها.

## تاريخ التشخيص الطبي
تم العثور على أول أمثلة مسجلة من التشخيص الطبي في كتابات إمحوتب (2630–2611 قبل الميلاد) في مصر القديمة (بردية إدوين سميث). قدم الكتاب الطبي البابلي، كتيب التشخيص الذي كتبه إيساجيل ـ كين ـ أبلي (حياته 1069–1046 قبل الميلاد)، استخدام التطبيب التجريبي والمنطق والعقلانية في تشخيص الإعياء أو المرض. حدد الطب الصيني التقليدي، كما هو مذكور في القانون الباطني للإمبراطور الأصفر، أربع طرق للتشخيص: الفحص، والتسمع ـ الشم، التحقق، والجس. كان معروفا عن أبقراط أنه يقوم بالتشخيص عن طريق تذوق بول المرضى وشم رائحة عرقهم.

## الاستخدامات الطبية
يمكن اعتبار التشخيص، نقصد الإجراء التشخيصي، كمحاولة لتصنيف حالة الفرد إلى فئات منفصلة ومميزة تسمح باتخاذ قرارات طبية حول العلاج والتشخيص. بعد ذلك، غالبا ما يوصف الرأي التشخيصي في مصطحات لمرض أو حالة أخرى، ولكن في حالة التشخيص الخاطئ، فإن المرض أو حالة الشخص الحقيقية لا تكون هي نفس تشخيص الشخص.
يمكن عمل إجراء تشخيصي من قبل العديد من المتخصصين في الرعاية الصحية مثل الطبيب أو المعالج الفيزيائي أو أخصائي البصريات أو عالم الرعاية الصحية أو مقوم العظام أو طبيب الأسنان أو أخصائي القدمين أو ممارس التمريض أو مساعد الطبيب. تستخدم هذه المقالة كلمة «المُشخص» كإشارة لأي من فئات هؤلاء الأشخاص.
لا يتضمن إجراء التشخيص (وكذلك الرأي الذي تم التوصل إليه بذلك) بالضرورة توضيح مسببات الأمراض أو الحالات محل الاهتمام، أي ما تسبب في المرض أو الحالة. مثل هذا التوضيح يمكن أن يكون مفيدا لتحسين العلاج، وتحديد المزيد عن مآل المرض أو منع تكرار المرض أو الحالة في المستقبل.
المهمة الأولية هي الكشف عن إشارة طبية لأداء إجراء تشخيصي معين. وهذه المؤشرات تشمل:
- اكتشاف أي انحراف عن ما هو معروف كونه طبيعيا، مثل ما يمكن وصفه من خلال مصطلحات، على سبيل المثال، التشريح (هيكل جسم الإنسان)، علم وظائف الأعضاء (كيف يعمل الجسم)، علم الأمراض (ما يمكن أن يحدث خطأ مع علم التشريح وعلم وظائف الأعضاء)، وعلم النفس (التفكير والسلوك) وا الاستقرار الداخلي لجسم الإنسان (فيما يتعلق بآليات للحفاظ على أنظمة الجسم في توازن). يمكن لمعرفة ما هو طبيعي وقياس حالة المريض الحالية في مقابل تلك المعايير أن تساعد في تحديد الخروج المعين للمريض عن حالة الاستقرار الداخلي ودرجة هذا الخروج، والتي بدورها يمكن أن تساعد في تحديد للمؤشر لمزيد من عملية التشخيصي.
- الشكوي التي يعبر عنها المريض.
- حقيقة أن المريض قد سعى إلى مُشخص يمكن أن يكون في حد ذاته مؤشرا لأداء إجراء تشخيصي. على سبيل المثال، في زيارة الطبيب، يمكن أن يبدأ الطبيب بالفعل في إجراء تشخيص عن طريق مشاهدة مشية المريض من غرفة الانتظار إلى مكتب الطبيب حتى قبل أن يبدأ في تقديم أي شكاوى.

حتى خلال القيام بإجراء تشخيصي جاري بالفعل، يمكن أن يكون هناك مؤشر لأداء إجراء آخر منفصل، تشخيصي لمرض أو حالة أخرى، من المحتمل أن تكون مصاحبة. قد يحدث هذا نتيجة اكتشاف مصادف لعلامة لا علاقة لها بالمشكلة محل الاهتمام، مثلما يمكن أن يحدث في اختبارات شاملة مثل الدراسات الإشعاعية مثل التصوير بالرنين المغناطيسي أو ألواح فحص الدم التي تشمل أيضًا اختبارات الدم غير ذات الصلة بالتشخيص الحالي.

## عملية التشخيص
هي الطريقة التي يتوصل بها الطبيب إلى معرفة المرض الكامن وراء الأعراض الظاهرة على المريض. وهو الخطوة الأولى في علاج أي مرض، إذ أن معرفة اسم المرض وفهم التفسير الوظيفي للمرض هو الأساس الذي يترتب عليه إيجاد العلاج المناسب.
يبدأ التشخيص باستقراء السيرة المرضية حيث يعمد الطبيب على تحديد شكوى المريض، وجمع أعراض المرض التي يشكو منها المريض، ثم يعمد من خلال توجيه أسئلة معينة إلى حصر خيارات المرض المحتملة إلى مجموعة خيارات تدعى بالتشخيصات التفريقية.
بعد ذلك يعمد الطبيب إلى إجراء الفحص السريري ومن ثم القيام ب أو طلب إجراء فحوصات طبية هادفة مختلفة مثل مجموعة منتقاة من فحوصات الدم، فحوصات تصويرية مثل صور الأشعة السينية، تصوير طبقي محوسب أو عمليات التنظير الطبي أو القثطرة الشريانية. الخ، وذلك للحصول على معلومات إضافية (نتائج الفحوصات)، والتي تساعده في التوصل إلى حقيقة المرض، وتشخيصه.

## الإجراء
تتضمن المكونات العامة الموجودة في الإجراء التشخيصي في معظم الطرق المتاحة المختلفة:
استكمال المعلومات المعطاة بالفعل مع مزيد من جمع البيانات، والتي قد تشمل أسئلة حول التاريخ المرضي (يحتمل أن تكون أيضا من أشخاص آخرين مقربين من المريض)، والفحص الجسدي واختبارات التشخيص المختلفة.
الاختبار التشخيصي هو أي نوع من الفحوصات الطبية التي تجرى للمساعدة في تشخيص أو اكتشاف المرض. يمكن أيضًا استخدام الاختبارات التشخيصية لتوفير معلومات تنبؤية حول الأشخاص المصابين بالفعل بمرض معين.
معالجة الإجابات أو الاكتشافات أو النتائج. قد يتم السعي إلى إجراء مشاورات مع مقدمي الخدمة الطبية والمختصين الآخرين في هذا المجال.
هناك عدد من الوسائل أو التقنيات التي يمكن استخدامها في الإجراء التشخيصي، بما في ذلك إجراء التشخيص التفريقي أو اتباع الخوارزميات الطبية. في الواقع، قد يتضمن إجراء التشخيص مكونات من طرق متعددة.

### التشخيص التفريقي
تبنى طريقة التشخيص التفريقي على العثور على أكبر عدد ممكن من الأمراض المرشحة أو الحالات المرضية التي يمكن أن تسبب العلامات أو الأعراض، متبوعة بعملية حذف أو على الأقل جعل المدخلات بطريقة ما أكثر احتمالا من خلال اختبارات طبية أخرى ومعالجة أخرى حتى الوصول إلى النقطة التي يبقى فيها مرض واحد مرشح أو حالة مرضية واحدة محتملة. قد تبقى النتيجة النهائية عبارة عن قائمة من الحالات المحتملة، مرتبة بحسب الاحتمالية أو الشدة.
يمكن اعتبار الرأي التشخيصي الناتج عن هذه الطريقة بشكل ما تشخيصا إقصائيًا. حتى إذا لم ينتج عنها مرض أو حالة محتملة واحدة، حيث يمكنها على الأقل استبعاد أي حالة مهددة للحياة بشكل قريب.
ما لم يكن مقدم الخدمة الطبية متأكدًا من الحالة الموجودة، يتم إجراء فحوصات طبية إضافية، مثل التصوير الطبي أو جدولتها جزئيًا لتأكيد التشخيص أو نفيه، وأيضًا لتوثيق حالة المريض والحفاظ على تحديث التاريخ الطبي للمريض.
إذا وجدت نتائج غير متوقعة خلال هذه العملية، قد يتم استبعاد الفرضية الأولية ويجب على مقدم الخدمة الطبية أن يفكر في فرضيات أخرى.

### تمييز النمط
في طريقة تمييز الأنماط، يستخدم مقدم الخدمة الطبية الخبرة للتعرف على نمط من الخصائص الإكلنيكية. تعتمد بشكل أساسي على أعراض أو علامات معينة مرتبطة بأمراض أو حالات معينة، ولا تشتمل بالضرورة على المعالجة المعرفية الأكبر التي ينطوي عليها التشخيص التفريقي.
قد تكون هذه الطريقة الأولية المتبعة في الحالات التي تكون فيها الأمراض «واضحة»، أو قد تكون خبرة مقدم الخدمة الصحية معينة له على التعرف على الحالة بسرعة. نظريا، يمكن أن يرتبط نمط معين من العلامات أو الأعراض بشكل مباشر مع علاج معين، حتى بدون التوصل لقرار محدد فيما يتعلق بالمرض الفعلي، ولكن مثل هذا الحل الوسط يحمل خطرًا كبيرًا بفقد التشخيص الذي يحتاج بالفعل لعلاج مختلف لذلك يمكن أن يقتصر على الحالات التي لا يمكن إجراء التشخيص فيها.

### معايير التشخيص
يعين مصطلح معايير التشخيص مجموعة محددة من العلامات والأعراض ونتائج الاختبارات التي يستخدمها الطبيب لمحاولة تحديد التشخيص الصحيح.
بعض الأمثلة على معايير التشخيص، المعروفة أيضًا باسم تعريفات الحالة الإكلنيكية، هي:
- معايير أمستردام لسرطان القولون والمستقيم الوراثي اللاسلائلي
- معايير ماكدونالد للتصلب المتعدد
- معايير إيه.سي.آر للذئبة الحمامية الجهازية
- معايير سينتور لالتهاب الحلق العقدي

### نظام دعم القرار العلاجي
أنظمة دعم القرار العلاجي هي برامج كمبيوتر تفاعلية مصممة لمساعدة المتخصصين الصحيين في مهام اتخاذ القرار. يتعامل الطبيب مع البرنامج مستخدمًا كلا من معرفة الطبيب والبرنامج للقيام بتحليل أفضل لبيانات المرضى أكثر مما يمكن أن يقوم به الإنسان أو البرنامج كلا بمفرده. عادة ما يقوم النظام بتقديم اقتراحات للطبيب للنظر من خلالها ويتخير الطبيب المعلومات المفيدة ويجنب الاقتراحات الخاطئة.

### طرق أخرى للإجراء التشخيصي
الطرق الأخرى التي يمكن استخدامها في إجراء التشخيص تشمل:
- استخدام الخوارزميات الطبية

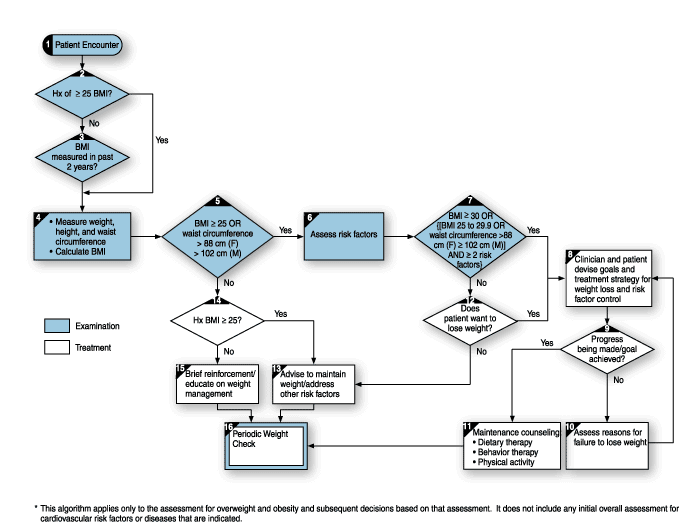
مثال على خوارزمية طبية لتقييم وعلاج زيادة الوزن و السمنة

- «الطريقة الشاملة»، حيث يتم طرح كل سؤال ممكن ويتم جمع كل البيانات الممكنة.[12] وغالبًا ما تتم الإشارة إليها على أنها «عمل تشخيصي».[9]
- استخدام الحبوب الحسية التي تجمع وتنقل المعلومات الفسيولوجية بعد ابتلاعها.[13]
- استخدام التصوير المقطعي البصري المندمج لإنتاج صور مفصلة للدماغ أو الأنسجة الرخوة الأخرى، من خلال «نافذة» مصنوعة من أكسيد الزّركونيوم تم تعديلها لتكون شفافة وتزرع في الجمجمة.[14]

## التأثيرات العكسية
مشاكل التشخيص هي السبب الأساسي لمدفوعات سوء الممارسة الطبية، وهو ما يمثل 35% من إجمالي المدفوعات في دراسة 25 سنة من البيانات و 350,000 دعوى.

### المبالغة في التشخيص
المبالغة في الشتخيص هي تشخيص «المرض» الذي لن يؤدي أبدًا إلى أعراض أو الموت خلال حياة المريض. وهي مشكلة لأنها تحول الناس إلى مرضى بصورة غير ضرورية، ولأنها يمكن أن تؤدي إلى إهدار اقتصادي (فرط الاستهلاك) والعلاجات التي قد تسبب الأذى. تحدث مبالغة في التشخيص عندما يتم تشخيص المرض بشكل صحيح، ولكن التشخيص في غير موضعه. قد يكون التشخيص الصحيح في غير موضعه لأن علاج المرض غير متاح أو لا توجد حاجة إليه أو غير مطلوب.

### الأخطاء
سيختبر معظم الناس خطأ تشخيصي واحد على الأقل خلال حياتهم، وفقًا لتقرير عام 2015 الصادر عن الأكاديميات الوطنية للعلوم والهندسة والطب.
أسباب وعوامل الخطأ في التشخيص هي:
- مظاهر المرض ليست ملحوظة بشكل كافي
- إهمال أخذ مرض ما في الاعتبار
- إعطاء اهتمام كبير لأحد جوانب التشخيص
- كون الحالة مرض نادر مع أعراض تقترح العديد من الحالات الأخرى
- الحالة تعاني من عرض تقديمي نادر

### فترة التأخير
عند إجراء تشخيص طبي، فإن وقت التأخير هو تأخير في الوقت حتى يتم اتخاذ خطوة نحو تشخيص المرض أو الحالة. الأنواع الأساسية من وقت التأخير هي:
- وقت التأخر في بدء السعي للقاء طبي، وهو الوقت من بداية الأعراض حتى زيارة أحد مقدمي الرعاية الصحية.[17]
- وقت التأخير من الالتقاء بطبيب إلى التشخيص، وهو الوقت من أول لقاء طبي إلى تشخيص المرض

## التصنيف الدولي للأمراض
يختلف وصف الأمراض بين مختلف المدارس الطبية، وبين مختلف اللغات، حيث يؤثر على التسمية الفهم العلمي للمرض، كما تؤثر المعايير اللغوية على الاسم الذي يعطى لمرض ما، مما يجعل المقارنة بين المسميات المتعددة لنفس المرض أمرا صعبا. لذا تم اقتراح نظام عالمي لتسمية الأمراض وتنظيم التشخيصات الطبية بأرقام يمكن مقارنتها عالميا سمي بالنظام الدولي لتصنيف الأمراض.

## السياق المجتمعي
يمكن أن يتخذ التشخيص عدة أشكال. قد يكون مسألة تسمية المرض أو الآفة أو الخلل الوظيفي أو الإعاقة. قد يكون تدريب على تسمية العلاج أو تسمية التنبؤ بمآل المرض. قد يشير إلى درجة الخلل على سلسلة متصلة أو نوع الخلل في تصنيف ما. إنه متأثر بعوامل غير طبية مثل الطاقة والأخلاقيات والحوافز المالية للمريض أو الطبيب. يمكن أن يكون تجميعًا موجزًا أو صياغة شاملة، حتى مع أخذ شكل قصة أو استعارة. قد يكون وسيلة اتصال مثل رمز الكمبيوتر الذي يرتب من خلاله الدفع أو وصفة طبية أو إشعار أو معلومات أو مشورة. قد يكون مَرضيا أو غير مرضيا. إنه بشكل عام غير مؤكد ومؤقت.
بمجرد التوصل إلى رأي تشخيصي، يمكن لمقدم الخدمة الصحية اقتراح خطة العلاج، والتي تشمل العلاج وكذلك خطط المتابعة. من هذه النقطة، بالإضافة إلى علاج حالة المريض، يمكن لمقدم الخدمة الصحية إعلام المريض حول أسباب المرض، والتقدم، ومآل المرض، والنتائج الأخرى، والعلاجات المحتملة لعلله، وكذلك تقديم النصيحة للحفاظ على الصحة.
يتم اقتراح خطة علاجية والتي قد تشمل العلاج واستشارات المتابعة والاختبارات لمراقبة الحالة والتقدم مع العلاج، إذا استدعى الأمر، عادة وفقًا للإرشادات الطبية التي يقدمها المجال الطبي بشأن علاج مرض معين.
يجب إضافة المعلومات ذات الصلة إلى السجل الطبي للمريض.
قد يشير الفشل في الاستجابة للعلاجات التي تعمل بشكل طبيعي إلى الحاجة إلى مراجعة التشخيص.

### مصطلحات تتعلق بالتشخيص
تتضمن الأنواع الفرعية من التشخيص:
- التشخيص السريري

تشخيص يتم على أساس علامات طبية وأعراض تم الإبلاغ عنها بواسطة المريض، بدلاً من الاختبارات التشخيصية
- التشخيص المعملي

تشخيص يعتمد بشكل كبير على التقارير المعملية أو نتائج الاختبارات، بدلاً من الفحص الجسدي للمريض. على سبيل المثال، يتطلب التشخيص الصحيح للأمراض المعدية عادةً فحص العلامات والأعراض، إلى جانب الخصائص المختبرية للمُمرِض المختص.
```
تشخيص الأشعة
```

تشخيص يعتمد في المقام الأول على نتائج دراسات التصوير الطبي. كسور الغصن النضير هي تشخيصات إشعاعية شائعة.
- التشخيص الرئيسي

التشخيص الطبي الوحيد الأكثر تعلقا بشكوى المريض الرئيسية أو الحاجة للعلاج. العديد من المرضى لديهم تشخيص إضافي.
- تشخيص الدخول

التشخيص الذي يكون سببا في دخول المريض إلى المستشفى؛ قد تختلف عن المشكلة الفعلية أو من تشخيصات الخروج، وهي التشخيصات المسجلة عند خروج المريض من المستشفى.
- تشخيص تفريقي

عملية تحديد جميع التشخيصات المحتملة التي يمكن أن تكون مرتبطة بالعلامات والأعراض والنتائج المخبرية، ومن ثم استبعاد التشخيصات حتى يتم الوصول لتحديد نهائي.
- معايير التشخيص

يعين مجموعة من العلامات والأعراض ونتائج الاختبارات التي يستخدمها الطبيب لمحاولة تحديد التشخيص الصحيح. إنها معايير، عادة ما تنشر بواسطة اللجان الدولية، وهي مصممة لتقديم أفضل حساسية وخصوصية ممكنة، واحترام وجود الحالة، مع التكنولوجيا الحديثة.
- التشخيص قبل الولادة

وهو تشخيص يتم عمله ما قبل الولادة.
- تشخيص الاستبعاد

حالة طبية لا يمكن إثبات وجودها بثقة تامة من التاريخ أو الفحص أو الاختبار. التشخيص بعد ذلك يكون بإبعاد جميع الاحتمالات المنطقية الأخرى.
- التشخيص المزدوج

تشخيص حالتين طبيتين متعلقتين، ولكن منفصلتين، أو حالات مرضية مرتبطة ببعضها؛ يشير المصطلح بشكل دائم تقريبًا إلى تشخيص مرض عقلي خطير وإدمان مادة.
- تشخيص ذاتي

تشخيص أو تحديد الظروف الطبية في النفس. التشخيص الذاتي شائع جدا.
- التشخيص عن بعد

نوع من التطبيب عن بعد يقوم بتشخيص المريض دون أن يكون جسديًا في نفس غرفة مع المريض.
- التشخيص التمريضي

بدلاً من التركيز على العمليات البيولوجية، يعرف التشخيص التمريضي استجابات الناس للأوضاع في حياتهم، مثل الاستعداد للتغيير أو الرغبة في قبول المساعدة.
- التشخيص بمساعدة الكمبيوتر

تتيح الأعراض للكمبيوتر التعرف على المشكلة وتشخيص المستخدم بأفضل ما لديه. يبدأ الفحص الصحي بتحديد جزء الجسم الذي توجد به الأعراض ؛ الكمبيوتريحيل على قاعدة بيانات للمرض المقابل ويقدم تشخيصا.
- المبالغة في التشخيص

تشخيص «المرض» الذي لن يسبب أعراضًا أو اضطرابات أو موتًا خلال حياة المريض.
تشخيص سلة المهملات
تصنيف طبي أو نفسي مبهم، أو حتى مزيف تمامًا، يُعطى للمريض أو إلى قسم السجلات الطبية لأسباب غير طبية بشكل أساسي، مثل طمأنة المريض عن طريق تقديم ملصق رسمي، لجعل مقدم الخدمة يبدو مؤثرا، أو للحصول على موافقة على العلاج. يُستخدم هذا المصطلح أيضًا كعلامة للتشخيصات الخلافية أو الموصوفة بشكل سيئ أو المفرط أو المصنفة بشكل مشكوك فيه، مثل الالتهاب والحساسية، أو لاستبعاد التشخيصات التي ترقى إلى مستوى الإفراط في العلاج، مثل وسم الاستجابات الطبيعية للجوع الجسدي كنقص سكر الدم التفاعلي.
التشخيص بأثر رجعي
تصنيف المرض بشكل تاريخي أو حدث محدد سابق باستخدام المعرفة والأساليب الحديثة وتصنيف الأمراض.